# 中南大行政区
中南行政区，简称中南大区、中南区，中南局，原名中原行政区，是中华人民共和国政府在1949年成立的一个大行政区，1954年6月19日撤销，所属省级行政区由中央直辖。
中南行政区本级设中共中央中南局、中南行政委员会、中南军区三套班子，大区治所设于武汉。中南行政区最高司法审判机关——最高人民法院中南分院亦在武汉。

## 历史
1954年6月19日，中央人民政府决定撤销中南行政委员会，中南行政区所辖各省市改为中央直辖。中南行政区机关原办公用楼改为中共武汉市委办公楼。
首任中南局第一书记、中南军政委员会主席、中南军区司令员为林彪。
中南行政区（原中原行政区）本级机关演变情况如下：
- 中共中央中原局 → 中共中央华中局 → 中共中央中南局
- 中原临时人民政府 → 中南军政委员会 → 中南行政委员会
- 中原军区、华中军区 → 中南军区

## 行政区划
1954年6月建制撤销前，中南行政区管辖2个直辖市、6个省（括注省会）：
- 直辖市：武汉市、广州市
- 省：河南省（开封市）、湖北省（武汉市）、湖南省（长沙市）、江西省（南昌市）、广西省（南宁市）、广东省（广州市）